# Juda Tadeusz
Juda Tadeusz – podwójne imię męskie, którego patronem jest św. Juda Tadeusz. Juda wywodzi się od hebr. jada – chwalić, dziękować; Tadeusz od aram. tadda – pierś; godny czci, odważny).
Juda Tadeusz imieniny obchodzi 28 października.